# Friedrich Freund (Verwaltungsjurist)
Friedrich Theodor Freund (* 9. November 1861 in Breslau; † 22. Februar 1924 in Berlin) war ein preußischer Beamter. Zuletzt war er Staatssekretär im Innenministerium. Er war an der Ausarbeitung der neuen demokratischen Verfassung Preußens maßgeblich beteiligt und hat den Innenminister Carl Severing bei dessen Reformen von Verwaltung und Polizei unterstützt.

## Zeit des Kaiserreichs
Freund wurde 1861 als Sohn von Wilhelm Alexander Freund geboren, der ordentlicher Medizinprofessor in Breslau war. Unter seinen sechs Geschwistern war unter anderem der Gynäkologe Hermann Wolfgang Freund. Freund studierte Rechtswissenschaften in Straßburg, Bonn und Berlin und wurde zum Dr. jur. promoviert. Danach trat er zunächst in den preußischen Justizdienst und ab 1887 in die Verwaltung von Elsass-Lothringen ein. Kurze Zeit später arbeitete er für den Bezirksausschuss Berlin. Ab 1888 war er probeweise Justiziar der Bezirksregierung Köln. Im Jahr wurde er zum Regierungsassessor ernannt und wechselte 1890 nach Koblenz. Ab 1893 war er Regierungsrat beim Oberpräsidium der Rheinprovinz sowie stellvertretendes Mitglied des Bezirksausschusses. Im Jahr 1898 wurde er Hilfsarbeiter im preußischen Innenministerium im Range eines Geheimem Regierungsrates. 1901 wurde er zum Geheimen Oberregierungsrat ernannt. Freund wurde 1903 stellvertretender Präsident der preußischen Rentenversicherungsanstalt. Im Jahr 1911 wurde er zum Ministerialdirektor im Range eines Wirklichen Geheimen Oberregierungsrat ernannt. Ab 1915 war er stellvertretender preußischer Bevollmächtigter beim Bundesrat.

## Weimarer Republik
Freund war liberal und schloss sich nach der Novemberrevolution der DDP an. Im Zuge der Veränderungen durch die Oktoberreformen wurde er am 23. Oktober 1918 Unterstaatssekretär im preußischen Innenministerium. Im Jahr 1920 wurde er Staatssekretär. Einige Zeit später war er Staatssekretär. Freund hat die Politik der Minister Wolfgang Heine wie auch später Carl Severing loyal unterstützt. Allerdings wurde ihm von Politikern bürgerlicher Parteien wie auch von der Presse eine versuchte Beteiligung an der Kapp-Regierung vorgeworfen. Dazu wurde ein offizielles Disziplinarverfahren eingeleitet. Nachdem zahlreiche Zeugen unter ihnen auch Victor Bredt Freund entlastet hatte, wurde das Verfahren von Severing wegen offensichtlicher Grundlosigkeit rasch wieder eingestellt. Er hat neben dem dazu berufenen Kommissar Bill Drews die neue demokratische Verfassung im Kern ausgearbeitet.
Daneben war Freund ab 1918 Vorsitzender der Prüfungskommission für höhere Beamte. Auch der Kommission zur Vereinfachung und Vereinheitlichung der Reichsverwaltung gehörte er an. Im Jahr 1922 war er der Hauptbevollmächtigte Preußen bei den Verhandlungen um die Schaffung eines Groß-Hamburg. Freund war auch Vorstandsvorsitzender der Gesellschaft zur Bekämpfung der Arbeitslosigkeit.
Freund wurde auf dem Friedhof Wilmersdorf beigesetzt.